# 釧路拉麵

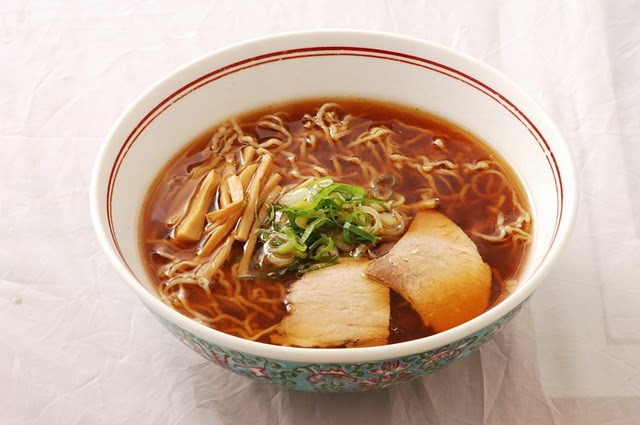
釧路拉麵

釧路拉麵（ ／ Kushiro ramen）是由日本北海道釧路市該地發明。該拉麵是一種有柴魚高湯湯底的醬油味拉麵。湯底主要使用柴魚，再加上昆布（即海带）、小魚乾等魚類、豬骨、雞肉等。它是一種捲曲的極細麵條，完全沒有添加物而且含水量高，所以咀嚼起來和一般的拉麵有很大的差別。釧路拉麵的風味受到高湯及油脂的影響非常大。

## 歷史
關於釧路拉麵的起源有許多不同說法。其中包括源自大正時代釧路飯店（大町太陽亭的西餐廳、中華料理屋）、横浜等不同說法。也有說是來自昭和初年的街邊小販的。
第二次世界大戰之後的1950年代小販數量開始回升，釧路拉麵產業也便隨之興起。北洋漁業全盛期間。漁民們常在街邊小攤上以此為食。傳說因為在寒冷的海上回來的漁民們想要盡快吃到湯麵，釧路拉麵的麵條特地做得較細以便縮短烹飪時間。

## 現在
著名的釧路拉麵包括老字號的「銀水」和自銀水分支出的「河村」。2005年時釧路拉麵店数約130間、有9家相關製麺公司。
因為釧路拉麵很少使用添加物或防腐剤，從而使得其攜帶、保存不便，因此釧路拉麵手禮便很少。2000年時，釧路拉麵與札幌拉麵、函館拉麵、旭川拉麵一起被評為“北海道四大拉麵”。

## 外部連結
- 釧路ラーメン麺遊会